# 邱大宗
邱大宗（1964年7月1日—）為臺灣籃球教練，曾執教高中籃球聯賽東方工商、超級籃球聯賽東森羚羊、達欣工程、裕隆納智捷，中国男子篮球职业联赛新浪獅、江蘇南鋼、新疆廣匯、四川金強，全国男子篮球联赛廣西威壯籃球俱樂部和高雄鋼鐵人總教練。
球員時期的邱大宗速度飛快，以卓越彈跳力見長，卻在一次國手選拔比賽中十字韌帶斷裂，因而在24歲時提前退役，自此開始執教生涯。

## 執教生涯
- 1988年到1993，擔任東方工商執行教練，率領球隊打進三次全國前八強，最好成績是79學年度最終拿下亞軍，當時冠軍是南山商工(現南山高中)。
- CBA中華職籃期間，擔任宏國象的助理教練。
- 1999年起，轉任宏國象總教練，同年職籃封館，無緣以總教練身分挑戰職籃冠軍；後來球隊易主，改名新浪獅，領軍征戰大陸甲A。
- 2003年，新浪獅歸回台灣後，留在CBA两年分别执教江苏南钢和新疆飞虎。
- 2005-06：台灣啤酒助理教練，球隊季賽成績20-10，季後賽4-6
- 2006-07：擔任東森羚羊總教練，拿下15-15五成勝率最後拿下第五名
- 2007-08：達欣工程籃球隊總教練，因田壘受傷的情況下，最後以13-17拿下第五名
- 2008-09：執教第二年成績23-7拿下第一名重回四強，也獲得第六季最佳總教練獎，最後在冠軍賽以4-3拿下隊史以來首座總冠軍，也使台啤尋求三連霸的夢想破滅
- 2010：執教第三年成績以19-11和裕隆並列第一名，由於達欣本季對裕龍拿下3-2成績，所以四強賽由台啤出戰達欣，裕隆出戰璞園，最後在總冠軍賽2-4不敵裕隆，達欣無緣衛冕二連霸
- 2010-11：執教第四年成績17－13拿下第三名再度挺進四強，首輪以4－1淘汰璞園建築，最後在冠軍賽以1-4不敵台灣啤酒，連兩季都拿下亞軍
- 2011-12：因達欣SBL第九季戰績不佳且隊長張智峰左膝前十字韌帶斷裂，整季報銷，讓總教練邱大宗深感自責而請辭，雖達欣球團曾宣稱職務無任何變動，然而於2012年3月3日技術顧問黃萬隆等同執行教練身份，首度帶領球隊，負責比賽調度與訓練。
- 2012-13：回到大陆重新执教CBA的江苏南钢，在前一季球队联赛垫底的情况下定下了杀回前八的目标，结果球队虽然取得了一定的进步但离前八还有一定距离，因此未得到球队续约。
- 2013-14：担任大陆次级联赛NBL广西队的主教练。最終帶兵一年就打到NBL決賽，最終以3：0橫掃江蘇同曦籃球俱樂部。9月5日，邱大宗已經和廣西威壯籃球隊簽訂了合同終止協議，正式離職，不再繼續擔任廣西威壯籃球隊總教練一職。
- 2014-15：執教CBA擔任四川金強總教練。最終因戰績不佳被炒魷魚。
- 北京时间4月19日讯，上赛季在四川男篮中途下课的中華民國教練邱大宗目前开始短期执教CUBA河北工程大学，为期两周。
- 2015-16：邱大宗又回SBL了！台北達欣領隊王才翔證實，由於許智超返鄉執教，達欣決定找回曾在達欣待過5季的邱大宗擔任總教練。儘管雙方尚未正式簽約，不過邱大宗透露，預計將跟達欣簽署「1+1」合約。

2016年 -- 11月20日以80比67擊敗台灣啤酒，拿下執教124勝，超越前裕隆納智捷總教練張學雷、執教第二年成績21-9拿下第一名直接晉級準決賽，也獲得第十四季最佳總教練獎，最後在冠軍賽以直落四橫掃裕隆隊拿下隊史第二座總冠軍。
- 2016-17：下賽季再次担任大陆次级联赛NBL广西队的主教练。
- 2017-18：邱大宗與NBL广西队合約到期回台灣。
- 2019-20：裕隆納智捷籃球隊由領隊孟慶杭宣布，網羅執教資歷豐富的邱大宗擔任執行教練。
- 2023年7月4日，邱大宗成為高雄17直播鋼鐵人新任總教練。
- 2025年5月底，邱大宗與鋼鐵人的合約到期，6月5日卸任總教練職務[1]。

## SBL執教成績
| 年度      | 球隊       | 出賽 | 勝場 | 敗場 | 勝率 | 備註                         |
| --------- | ---------- | ---- | ---- | ---- | ---- | ---------------------------- |
| 06-07年   | 東森羚羊   | 30   | 15   | 15   | .500 | 未進入季後賽                 |
| 07-08年   | 達欣工程   | 30   | 13   | 17   | .433 | 未進入季後賽                 |
| 08-09年   | 達欣工程   | 30   | 23   | 7    | .767 | 總冠軍賽4：3 勝台灣啤酒      |
| 10年      | 達欣工程   | 30   | 19   | 11   | .633 | 總冠軍賽2：4 敗裕隆納智捷    |
| 10-11年   | 達欣工程   | 30   | 17   | 13   | .567 | 總冠軍賽1：4 敗台灣啤酒      |
| 11-12年   | 台北達欣   | 30   | 16   | 14   | .533 | 總冠軍賽0：4 敗台中璞園      |
| 15-16年   | 台北達欣   | 30   | 18   | 12   | .600 | 準決賽1：4 敗台灣啤酒        |
| 16-17年   | 台北達欣   | 30   | 21   | 9    | .700 | 總冠軍賽4：0 勝裕隆納智捷    |
| 20-21年   | 裕隆納智捷 | 40   | 26   | 14   | .650 | 因疫情關係跟台灣啤酒並列冠軍 |
| 22年      | 裕隆納智捷 | 30   | 17   | 13   | .567 | 因疫情關係提前結束賽季       |
| 23年      | 裕隆納智捷 | 30   | 19   | 11   | .633 | 總冠軍賽3：2 勝臺灣銀行      |
| 總計:11年 | 總計:11年  | 340  | 204  | 136  | .600 |                              |

- 粗體黑字為該年度聯盟最高，紅字為超級籃球聯賽紀錄

## CBA執教成績
| 年度            | 球隊     | 出賽 | 勝場 | 敗場 | 勝率 | 排名 | 備註                    |
| --------------- | -------- | ---- | ---- | ---- | ---- | ---- | ----------------------- |
| CBA (2001-2002) | 新浪獅   | 24   | 11   | 13   | .458 | 8    | 半準決賽1：3 敗八一火箭 |
| CBA (2002-2003) | 新浪獅   | 26   | 7    | 19   | .269 | 13   | 未晉級季後賽            |
| CBA (2003-2004) | 江蘇南鋼 | 22   | 15   | 7    | .682 | 2    | 準決賽0：2 敗八一火箭   |
| CBA (2004-2005) | 新疆廣匯 | 26   | 13   | 13   | .500 | 8    | 球隊戰績不佳卸任        |
| CBA (2012-2013) | 江蘇南鋼 | 32   | 13   | 19   | .406 | 12   | 未晉級季後賽            |
| CBA (2014-2015) | 四川金強 | 14   | 3    | 11   | .214 | 17   | 球隊戰績不佳卸任        |
| 總計:6年        | 總計:6年 | 144  | 62   | 82   | .431 | -    |                         |

## NBL總教練年度成績
| 年度       | 球隊     | 出賽 | 勝場 | 敗場 | 勝率 | 排名 | 備註                   |
| ---------- | -------- | ---- | ---- | ---- | ---- | ---- | ---------------------- |
| NBL (2014) | 廣西威壯 | 18   | 10   | 8    | .556 | 5    | 總冠軍3：0勝 江苏同曦  |
| NBL (2017) | 廣西威壯 | 26   | 16   | 10   | .615 | 7    | 因雙方鬥毆而禁賽       |
| NBL (2018) | 廣西威壯 | 28   | 20   | 8    | .714 | 4    | 準決賽1：3 敗 陕西信达 |
| 總計:3年   | 總計:3年 | 72   | 46   | 26   | .639 |      |                        |

### P. LEAGUE+教练時期
| 年度     | 球隊             | 出賽 | 勝場 | 敗場 | 勝率 | 備註         |
| -------- | ---------------- | ---- | ---- | ---- | ---- | ------------ |
| 23-24年  | 高雄17直播鋼鐵人 | 40   | 9    | 31   | .225 | 未進入季後賽 |
| 24-25年  | 高雄鋼鐵人       | 24   | 2    | 22   | .083 | 未進入季後賽 |
| 總計:2年 | 總計:2年         | 64   | 11   | 53   | .172 |              |

## 相關新聞
- 2004-09-21 大陸CBA：邱大宗唯一大陸CBA台灣總教練[永久]【ESPN】
- 2012-02-11 SBL／達欣主帥邱大宗　妙語如珠不缺梗【NOWNEWS】
- 2012-06-09 邱大宗再登陸 辭光華總教練【中時電子報】
- 2014-09-06 主教練邱大宗與廣西威壯分手 曾帶隊奪NBL總冠軍【人民網】
- 2014-09-11 邱大宗執教四川金強 張宗憲、世界和平共作戰【中時電子報】
- 2014-12-04 CBA／四川撤換總教練　邱大宗丟帥位【ETtoday】
- 2015-05-17 邱大宗 重掌達欣兵符【中時電子報】
- 2015-9-13 SBL／邱大宗重掌達欣 中生代球員更拚 （页面存档备份，存于）, 【聯合新聞網】

## 外部連結
- 邱大宗在fiba.basketball（英语）
- 邱大宗在Eurobasket.com（教練）（英语）

1. ↑  陳志鴻. . 緯來電視網. 2025-07-01  [2025-07-01].